# Pomnik Grunwaldzki w Uzdowie
Pomnik Grunwaldzki w Uzdowie – pomnik upamiętniający bitwę pod Grunwaldem znajdujący się na terenie Uzdowa. Pierwotnie odsłonięty w 1931 roku, jako pierwszy pomnik grunwaldzki na Mazurach. W pierwszych dniach II wojny światowej został zniszczony przez okupantów niemieckich. Pomnik odbudowano w 2006 roku. Obok niego znajdują się pozostałości przedwojennej wersji monumentu.